# Abdisalam Ibrahim
Abdisalam Abdulkadir Ibrahim (ur. 1 maja 1991 w Mogadiszu) – norweski piłkarz pochodzenia somalijskiego występujący na pozycji pomocnika. Dwukrotny reprezentant Norwegii.

## Kariera klubowa
Ibrahim urodził się w Somalii, ale w 1998 roku przybył z rodziną do Norwegii. Tam rozpoczął treningi w zespole Øyer-Tretten IF. Następnie grał w Lørenskog IF oraz w Fjellhamar FK, gdzie w sezonie 2006 występował też w pierwszej drużynie. W 2007 roku przeszedł do angielskiego Manchesteru City. Początkowo grał w jego ekipach juniorskich, a w styczniu 2010 został włączony do jego pierwszej drużyny. W Premier League zadebiutował 21 lutego 2010 w zremisowanym 0:0 meczu z Liverpoolem. Było to jednocześnie jedyne ligowe spotkanie rozegrane przez Ibrahima w barwach Manchesteru.
W styczniu 2011 został wypożyczony do końca sezonu 2010/2011 do Scunthorpe United z Championship. Na sezon 2011/2012 przeszedł na wypożyczenie do holenderskiego NEC Nijmegen. W marcu 2012 zostało ono anulowane i wrócił do Manchesteru. W sierpniu 2012 Ibrahima wypożyczono do norweskiego Strømsgodset IF. W Tippeligaen zadebiutował 4 sierpnia 2012 w zremisowanym 1:1 pojedynku z Hønefoss BK. W sezonie 2012 wywalczył z zespołem wicemistrzostwo Norwegii, a w sezonie 2013 mistrzostwo Norwegii.
W styczniu 2014 roku podpisał kontrakt z greckim Olympiakosem. Od razu został wypożyczony do Ergotelisu, w którym grał do końca sezonu 2013/2014. Potem wrócił do Olympiakosu, jednak w sezonie 2014/2015 nie rozegrał tam żadnego spotkania. W połowie 2015 roku odszedł do drużyny PAE Weria, a na początku 2016 roku został graczem norweskiego Vikinga.

## Kariera reprezentacyjna
W reprezentacji Norwegii Ibrahim zadebiutował 15 stycznia 2014 w wygranym 2:1 towarzyskim meczu z Mołdawią.